# Nepalomyia furcata
Nepalomyia furcata är en tvåvingeart som först beskrevs av Yang och Saigusa 2001.  Nepalomyia furcata ingår i släktet Nepalomyia och familjen styltflugor. Inga underarter finns listade i Catalogue of Life.